# Cladofer huangi
Cladofer huangi — викопний вид сітчастокрилих комах нез'ясованого таксономічного статусу, що існував у крейдовому періоді (99 млн років тому). Відомий з решток личинки першої стадії (німфи), що знайдена у бірманському бурштині. За зовнішнім виглядом личинки вид можна однозначно ідентифікувати як представника підряду Myrmeleontiformia. До якої родини належить вид незрозуміло.

## Опис
Щелепи личинки мали з внутрішньої сторони по сім зубців кожна. З боків тіла личинки розташувалися довгі гіллясті вирости, які використовувалися для закріплення на спині камуфляжу з рослинного сміття, що захищав личинку від очей хижаків. Дуже схожі вирости траплялися у личинок вимерлих мезозойських золотоочок, яких теж часто знаходять у бірманському бурштині. У деяких личинок сучасних Nymphidae такі вирости теж є, але вони рази в два коротші і негілясті.